# Roc de l'Àliga (Josa i Tuixén)
El Roc de l'Àliga és una muntanya de 1.672 metres que es troba al municipi de Josa i Tuixén, a la comarca de l'Alt Urgell.